# Luisa Miller
Luisa Miller ist eine Oper (Originalbezeichnung: „Melodramma tragico“) in drei Akten. Das Libretto stammt von Salvadore Cammarano nach Kabale und Liebe von Friedrich Schiller, die Musik von Giuseppe Verdi. Die Uraufführung erfolgte am 8. Dezember 1849 im Teatro San Carlo in Neapel.

## Handlung

### Erster Akt: „Amore“ – Liebe
Erstes Bild: Anmutiges Dörfchen
Die Dorfbewohner bringen Luisa ein Geburtstagsständchen. Sie ist in Rodolfo verliebt, den sie unter den Gratulanten entdeckt. Ihr Vater misstraut ihm. Beim Kirchgang fordert Wurm von Miller die Hand der Tochter. Als er abgewiesen wird, verrät er, dass Rodolfo der Sohn des Grafen Walter ist.
Zweites Bild: Saal im Schloss Walters
Graf Walter missbilligt die Heiratspläne seines Sohnes mit einem Bauernmädchen. Er will ihn mit Herzogin Federica di Ostheim vermählen. Als Rodolfo dieser gegenüber offen seine Liebe zu Luisa gesteht, erweckt er ihre Eifersucht.
Drittes Bild: Im Haus von Miller
Miller enthüllt seiner Tochter die wahre Identität ihres Geliebten und die Pläne des Grafen. Rodolfo kommt hinzu und schwört Luisa ewige Treue. Ihm folgt Graf Walter, er beschimpft Luisa als Dirne. Darauf greift Miller ihn an und wird von der Leibwache des Grafen gefangen genommen. Rodolfo droht seinem Vater, zu enthüllen, wie der Graf zu Besitz und Titel kam.

### Zweiter Akt: „Intrigo“ – Intrige
Erstes Bild: Im Haus von Miller
Wurm sucht Luisa auf: Um ihren Vater zu retten, soll sie in einem Brief und gegenüber Federica persönlich ihre Liebe zu Wurm „gestehen“. Sie willigt verzweifelt ein.
Zweites Bild: Zimmer im Schloss
Wurm berichtet dem Grafen über die geglückte Erpressung. Beide sind jedoch weiterhin besorgt, Rodolfo könnte bekannt machen, dass sein Vater Besitz und Titel dem mit Wurm begangenen Mord an seinem Vetter verdankt. Luisa wird hereingeführt und macht Federica gegenüber das erpresste Geständnis.
Drittes Bild: Garten im Schloss
Rodolfo hat den Brief Luisas erhalten und ist verzweifelt. Er fordert Wurm zum Duell, dem sich dieser durch einen Schuss in die Luft entzieht. Wachen kommen herbei, ebenso der Graf. Zum Schein stimmt dieser der Heirat Rodolfos mit Luisa zu. Als Rodolfo ihm von Luisas Brief berichtet, rät ihm sein Vater, sich an ihr zu rächen und Federica zu heiraten.

### Dritter Akt: „Veleno“ – Gift
Haus von Miller
Luisa schreibt einen Brief, in dem sie Rodolfo die Intrigen Wurms aufdeckt. Dann will sie sich das Leben nehmen. Ihr Vater kommt zurück und kann sie davon abhalten. Gemeinsam wollen sie am nächsten Morgen in eine neue Zukunft aufbrechen. Als Luisa zur Nacht betet, kommt Rodolfo heimlich herein; er gießt unbemerkt Gift in einen Becher. Beide trinken. Im Angesicht des Todes enthüllt sie Rodolfo die Wahrheit. Walter und Wurm kommen hinzu, um Rodolfo zur Trauung mit Federica zu holen. Im Sterben ersticht Rodolfo Wurm und verwünscht seinen Vater.

## Entstehung

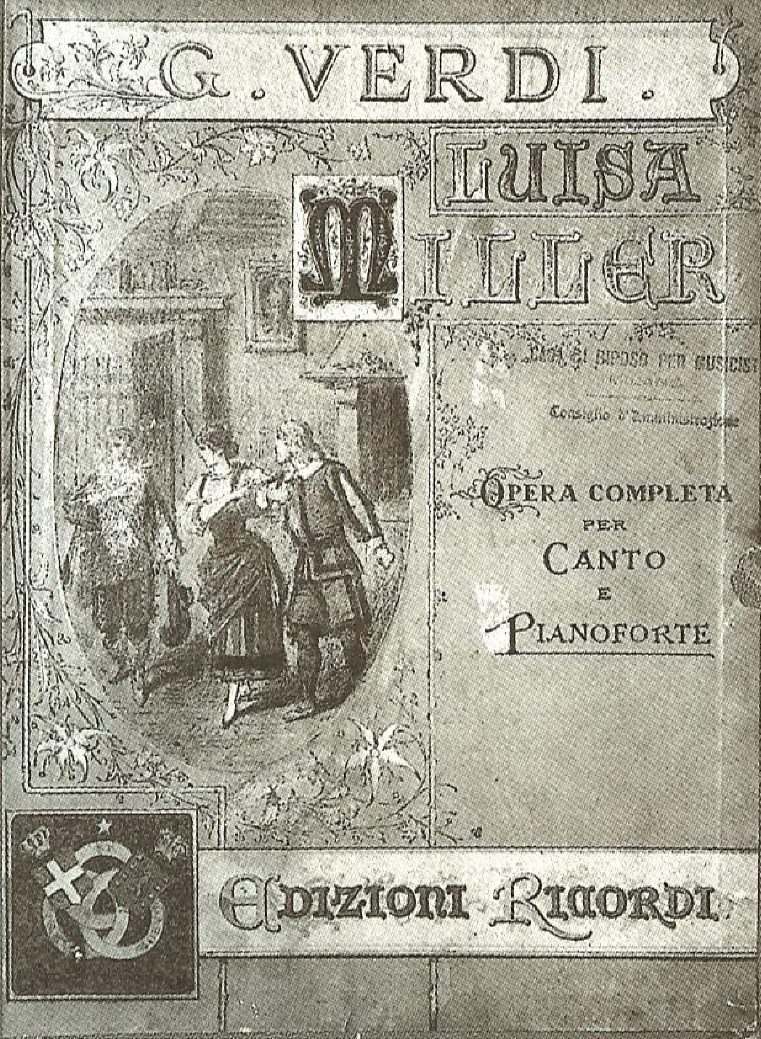
Klavierauszug von 1849

Nach Alzira sollte Verdi zwei neue Opern für Neapel schreiben, für die der Hausdichter des Teatro San Carlo, Salvadore Cammarano (1801–1852), die Libretti liefern sollte. Die Wahl fiel auf La battaglia di Legnano (Uraufführung 27. Januar 1849, Teatro Argentina, Rom) und Luisa Miller nach Friedrich Schillers Drama Kabale und Liebe (1783). Es war Verdis dritte Vertonung eines Dramas von Schiller nach Giovanna d’Arco (Libretto von Temistocle Solera nach Die Jungfrau von Orleans, 1845) und I masnadieri (Andrea Maffei nach Die Räuber, 1847), später folgte noch Don Carlos (Joseph Méry und Camille du Locle, 1867). Verdi bestätigte den Erhalt des Exposés zu Luisa Miller (damals noch Eloisa) am 17. Mai 1849 aus Paris. Er hatte offensichtlich vor, den ersten Akt, entgegen der damaligen Konvention, wie im Drama kurz und abrupt (d. h. ohne Cabaletta und Stretta) zu Ende gehen zu lassen. Cammarano, den Verdi immer mit Hochachtung behandelte, entsprach diesem Wunsch nicht und ließ noch acht Gedichtzeilen folgen, die Verdi zwar vertonte, die aber heute meist gestrichen werden. Das Quartett im zweiten Akt hat Verdi von Anfang an als A-cappella-Stück geplant, auch dies für die italienische Oper dieser Zeit etwas ganz Ungewöhnliches. Außerdem schreibt er: „Schließlich Wurm! Vergesst nicht, bei der ganzen Partie dieses letzteren jene gewisse Komik beizubehalten, die dazu beitragen wird, seinen Finessen und Ruchlosigkeiten größeres Gewicht zu geben!“ Auf diese Verdis musikdramatisches Können herausfordernde und zweifellos sehr interessante Idee ging Cammarano leider nicht ein. Das fertige Libretto schickte Cammarano am 15. August 1849. Verdi brach am 3. Oktober nach Neapel auf, um die Uraufführung vorzubereiten.
Wenn man das Libretto mit Schillers bürgerlichem Trauerspiel vergleicht, muss man sich vergegenwärtigen, dass der Opernbetrieb Italiens und die Verhältnisse am San Carlo zu dieser Zeit ganz bestimmte Vorgaben machten. Zunächst mussten alle politisch brisanten Passagen der Zensur wegen gestrichen und die Hauptfigur von Ferdinando in Rodolfo umbenannt werden, da der in Neapel regierende König beider Sizilien damals Ferdinand hieß. Sodann mussten Chorszenen geschaffen werden, die verlangten, dass einige Szenen „draußen“ und nicht wie bei Schiller alle in Innenräumen spielten. Das zur Verfügung stehende Personal erforderte, dass Rollen des gleichen Stimmfachs in eine Hierarchie gebracht wurden und nur mit ganz bestimmten Arientypen bedacht werden konnten. Deshalb musste der Gegenpart der Luisa, die Herzogin von Ostheim, gegenüber der Vorlage stark abgewertet werden, zum Schaden für die Dramaturgie des Stückes. Auch die drei Bassfiguren mussten in eine Reihenfolge gebracht werden. Verdi entschied sich für: Miller, Walter, Wurm. Cammarano ist ihm hierin gefolgt (Brief vom 17. Mai). Weil Wurm dadurch keine eigene Arie haben konnte, wirken seine Handlungen immer etwas unmotiviert. Hinzu kommt, dass Cammarano ohnehin eine Vorliebe dafür hatte, Libretti mit extremen Stimmungsumschwüngen und Brüchen zu schreiben. Auf Kosten dramatischer Stringenz und glaubwürdiger Charaktere schuf er so Anlässe für musikalische Ausbrüche von extremer Expressivität, ein Verfahren, das er in Il trovatore (1851–1853) auf die Spitze treiben sollte.

## Gestaltung

### Instrumentation
Die Orchesterbesetzung der Oper enthält die folgenden Instrumente:
- Holzbläser: zwei Flöte, zwei Oboen, zwei Klarinetten, zwei Fagotte
- Blechbläser: vier Hörner, zwei Trompeten, drei Posaunen, Cimbasso
- Pauken, Große Trommel
- Harfe
- Streicher
- Bühnenmusik: vier Hörner, Glocke, Orgel

### Musik

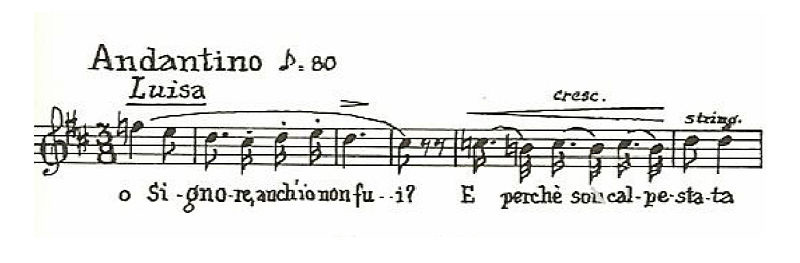
Notenbeispiel: Kantilene der Luisa aus dem Finale des ersten Akts

Auf den ersten Blick erscheint die Partitur als ein typisches Produkt der „Galeerenjahre“ mit Arien von gekonnt signifikanter Melodik mit prägnanter Rhythmik in den üblichen Schemata und ebenso ausdrucks- wie effektvollen Ensembles. Die Personencharakterisierung leidet darunter, dass Verdi die Luisa als virtuos-dramatische Koloraturrolle anlegte (oder besser: anlegen musste), was nicht zum natürlich-empfindsamen Charakter der Figur passt, und diejenige, der eine solche Rollengestaltung angemessen wäre, nämlich die Herzogin von Ostheim, zu einer Nebenrolle degradierte. Man muss sich nur vorstellen, Verdi hätte diese beiden Rollen antagonistisch gestalten können wie die Elisabeth und die Eboli in Don Carlos. Gelegentlich wird die Ostheim allerdings durch Übernahme einer Arie aus einer anderen Verdi-Oper dieser Zeit „angereichert“. Darüber hinaus wäre es wahrscheinlich besser gewesen, die wesentlich aktivere Rolle des Wurm der des Grafen gegenüber aufzuwerten.
In den Jahren ab 1848 suchte Verdi durchaus nach neuen Form- und Ausdrucksmöglichkeiten jenseits der gängigen musikdramatischen Konventionen und Stereotype. Cammarano wollte ihm jedoch nicht die dazu geeigneten Textvorlagen liefern (und Francesco Maria Piave konnte es oft nicht, trotz oder wegen seiner ehrerbietigen Beflissenheit Verdi gegenüber).
Trotzdem enthält die Luisa eine Neuerung, von der Verdi später allerdings wenig Gebrauch machen sollte. Sie zeigt sich bereits in der Ouvertüre. Es ist keine der zu dieser Zeit in Italien üblichen Potpourris oder kurzen Einleitungen, sondern sie ist gekennzeichnet von thematisch-motivischer Arbeit mit einem Motiv, das man als Schicksals- oder auch Intrigenmotiv bezeichnen kann. Diese thematisch-motivische Arbeit kann man als musikalische Chiffre für das Intrigieren ansehen, das, wie Verdi an Cammarano schreibt, „das ganze Drama wie ein Verhängnis beherrscht“. Dem stellt er in der Introduktion des ersten Bildes das Liebesmotiv T’amo d’amor ch’esprimere gegenüber, bezeichnenderweise eine Gesangsmelodie. Beide Motive erscheinen im Verlauf der Oper an geeigneter Stelle und in charakteristischer Weise verfremdet, immer wieder, am effektvollsten, bevor diese beiden ja auch das Drama beherrschenden Themen zur Lösung oder zumindest zum Ende gebracht werden, nämlich in der Introduktion des dritten Aktes. In gewisser Weise hatte Verdi um 1850 zwei Möglichkeiten: Entweder die thematisch-motivische Arbeit in die herkömmliche Form der Nummernoper zu integrieren (wie in der Luisa) oder die Nummernoper zur durchkomponierten Oper unter dem Primat des Gesangs zu entwickeln. Er entschied sich schließlich für letzteres.